# Städtgesmühle
Städtgesmühle war eine Ortslage in der bergischen Großstadt Solingen. Sie ging auf eine dort befindliche Wassermühle zurück, die bei einem Brand im Jahre 1909 zerstört wurde.

## Lage und Beschreibung
Der heute wüst gefallene Ort Städgesmühle befindet sich im östlichen Bereich des Stadtbezirks Solingen-Mitte. Die Wüstung liegt in einer Talsenke zwischen Kannenhof im Westen und Theegarten im Osten, durch die ein Bach im heute künstlich begradigten Bachbett verläuft. Es handelt sich dabei um den nach der Mühle benannten Städtgesmühler Bach, der auch Papiermühler Bach genannt wird. Die ehemalige Wassermühle befand sich unmittelbar an der Mündung des Meigener Bachs. Dort führt ein Wanderweg vorbei, Reste der Mühle sind nicht erkennbar.
Benachbarte Orte sind bzw. waren (von Nord nach West): Im Klauberg, Altenbau, Sturmsloch, Papiermühle, Theegarten, Halfeshof, Meigen, Kannenbrühl, Hippe, Kannenhof und Klauberg.

## Etymologie
Die Ortsbezeichnung, abgeleitet von dem Namen der dortigen Wassermühle, geht vermutlich auf den Familiennamen Städtgen zurück.

## Geschichte
In dem Kartenwerk Topographia Ducatus Montani von Erich Philipp Ploennies, Blatt Amt Solingen, aus dem Jahre 1715 ist die Städtgesmühle als mühl verzeichnet. Sie wurde in den Ortsregistern der Honschaft Solingen innerhalb des Amtes Solingen geführt. Die erste urkundliche Erwähnung der Mühle als Fruchtmühle erfolgte im Jahre 1729, möglicherweise hat sie aber bereits Ende des 17, Jahrhunderts bestanden. Die Topographische Aufnahme der Rheinlande von 1824 sowie die Preußische Uraufnahme von 1844 verzeichnen die Mühle unbenannt. In der Karte vom Kreise Solingen aus dem Jahr 1875 des Solinger Landmessers C. Larsch ist der Ort als Städtgesm verzeichnet.
Der Ort gehörte nach Gründung der Mairien und späteren Bürgermeistereien zur Bürgermeisterei Dorp, die im Jahre 1856 das Stadtrecht erhielt, und lag dort in der Flur XI. Clauberg. Die Bürgermeisterei beziehungsweise Stadt Dorp wurde nach Beschluss der Dorper Stadtverordneten zum 1. Januar 1889 mit der Stadt Solingen vereinigt. Damit wurde Städtgesmühle ein Ortsteil Solingens.
Die Mühle brannte im Jahre 1909 vollständig ab, die Löscharbeiten gestalteten sich ob des abgelegenen Standortes der Mühle als schwierig. Das Mühlgebäude wurde nicht wieder aufgebaut und der Ort fiel brach. Die von der Mühle abgeleitete Bezeichnung Städtgesmühler Bach sowie der Städtgesmühler Weg haben sich allerdings bis heute im Solinger Stadtplan erhalten.